# Rodobaldo II di Pavia
Rodobaldo Cipolla (... – Pavia, 12 ottobre 1254) fu vescovo di Pavia dal 1230 alla morte. Il suo culto come santo fu confermato da papa Leone XIII nel 1888.

## Biografia
Membro della famiglia Cipolla, fu arcidiacono del capitolo cattedrale di Pavia e il 16 giugno 1230 fu eletto vescovo della città.
Svolse un'intensa attività caritativa e chiamò in diocesi i frati francescani, i domenicani e i monaci vallombrosani. Dettò gli statuti per la Cattedrale e fece compilare un catalogo delle reliquie dei santi, sparse nelle numerose chiese della città.
Per conto di papa Gregorio IX, predicò la crociata contro l'imperatore Federico II. Fu poi questo imprigionato a Pisa a seguito della battaglia dell'Isola del Giglio. In seguito, mediò la pacificazione tra l'imperatore e il nuovo pontefice.

## Il culto
I suoi resti sono venerati nella cripta della Cattedrale dei Santi Maria Assunta e Stefano in Pavia.
Il suo culto come santo fu confermato da papa Leone XIII con decreto del 20 dicembre 1888.
Il suo elogio si legge nel martirologio romano al 12 ottobre.